# Podbrđe
Podbrđe är en ort i Bosnien och Hercegovina.   Den ligger i entiteten Republika Srpska, i den centrala delen av landet, 120 km nordväst om huvudstaden Sarajevo. Podbrđe ligger 242 meter över havet och antalet invånare är 387.
Terrängen runt Podbrđe är huvudsakligen lite kuperad. Podbrđe ligger nere i en dal. Runt Podbrđe är det ganska tätbefolkat, med 67 invånare per kvadratkilometer.. Närmaste större samhälle är Banja Luka, 17,9 km nordväst om Podbrđe. 
Omgivningarna runt Podbrđe är en mosaik av jordbruksmark och naturlig växtlighet.